# Ли Цзиньцзы
Ли Цзиньцзы (кит. упр. 李金子, пиньинь Lǐ Jīnzǐ, род.4 марта 1990) — китайская спортсменка, боксёр, призёр Олимпийских игр.

## Биография
Ли Цзиньцзы родилась в 1990 году в городском уезде Чжаодун городского округа Суйхуа провинции Хэйлунцзян.
В 2008 году Ли Цзиньцзы завоевала золотую медаль чемпионата мира, в 2010 — золотую медаль Азиатских игр, в 2012 — бронзовую медаль Олимпийских игр.